# Komposzttölcsérgomba
A komposzttölcsérgomba (Clitocybe amarescens) a pereszkefélék családjába tartozó, Európában honos, réteken, kertekben élő, nem ehető gombafaj.

## Megjelenése

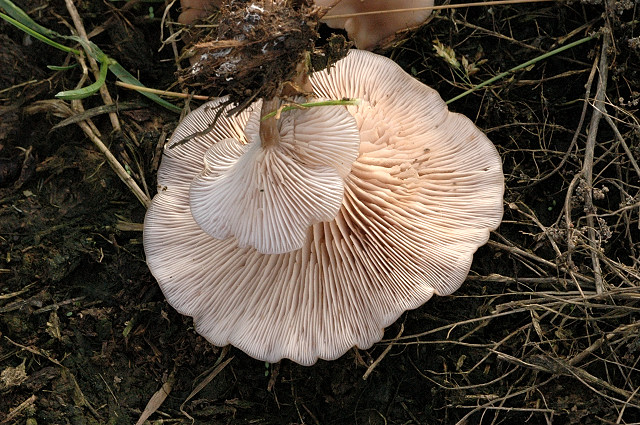

A komposzttölcsérgomba kalapja 3-6 (8) cm széles, alakja középen benyomódott. Felszíne zsírosan fénylő, széle gyengén bordázott. Színe bőrsárga, szaruszürke vagy bézsbarna, a közepe általában sötétebb; szélétől kezdve erősen kifakulhat.  
Húsa a kalapban viaszosan puha, a tönkben szívós, rostos. Színe szürkésbarnás. Szaga kellemesen gyümölcsös vagy édeskés, idősen földes; íze kissé édeskés, néha kesernyés. 
Közepesen sűrű lemezei szélesen tönkhöz nőttek vagy kissé lefutók, sok a féllemez. Színük piszkosfehéres, szürkés krémszínű vagy szürkés bézs.   	
Tönkje 2-3 (4) cm magas és 0,3-0,4 cm vastag. Alakja hengeres, ritkán oldalról nyomott; üregesedik. Színe a kalapéhoz hasonló, szaruszürke, barnásszürke, fehéres hosszanti rostokkal. 
Spórapora halvány krémsárga. Spórája ovális, mérete 6-6,7 x 3-4 µm.

### Hasonló fajok
A szürkéslemezű tölcsérgomba, a hússzínű tölcsérgomba, a kétszínű tölcsérgomba, a világosszürke tölcsérgomba, a lisztszagú tölcsérgomba vagy a kisspórás tölcsérgomba hasonlíthat hozzá.

## Elterjedése és termőhelye
Európában honos. 
Kertekben, parkokban, erdei utak mentén, általában tápanyagban gazdag talajon fordul elő, sokszor csoportosan. Többnyire ősszel, ritkán tavasszal is terem. 
Nem ehető, rokonai között mérgezők is vannak.   